# Botiga de cultiu
A Catalunya, es denomina botiga de cultiu a un establiment comercial relacionat amb la venda de productes dedicats a l'agricultura i a l'horticultura. Això inclou substrats, llavors, accessoris de cultiu, aparells electrònics i altres parafernàlia. Al nostre país es coneix més usualment amb l'anglicisme Growshop a les botigues de cultiu de Cannabis sativa, les quals han proliferat en els últims 15 anys, fins que en aquest moment aquest tipus de botigues és a prop de superar en nombre al de botigues tradicionals "Jardineries".

## Característiques
Aquests establiments es caracteritzen per tenir una o diverses neveres (per guardar les llavors), al costat dels quals hi ha el venedor (o venedors). Habitualment són locals petits, cèntrics i situats en un carreró o racó una mica fora de la vista de la multitud. Quan s'entra en aquest tipus d'establiment es detecta un conjunt d'aromes barrejats que els caracteritza, després predomina un eclecticisme psicodèlic en la decoració. Aquestes botigues de cultiu estan completament especialitzades, gaudeixen de tota mena de productes per al cultiu del cànnabis, des de la llavor fins a l'armari per assecar-la, passant per adobs, llums, automatismes o llibres. En això es diferencien de les botigues de cultiu tradicionals, més aviat denominades com "jardineries", que tenen molta menys oferta i es limiten a vendre adobs, substrats, fitosanitaris i plantes vives.
Aquestes botigues proveeixen per a cultiu exterior i interior (amb llums), en exterior la temporada de cultiu en l'hemisferi Nord és de Primavera a Tardor, al contrari que en l'hemisferi Sud. La resta dels conreadors d'interior poden conrear i, per tant, comprar subministraments durant tot l'any.
L'expressió "botiga de cultiu" és la traducció de l'original en anglès "Grow Shop", utilitzat per denominar aquest tipus d'establiments des dels seus començaments.
Els Horaris comercials d'aquests establiments són una mica més lliures que les normes d'obertura de locals comercials, en general, no obren molt d'hora als matins ni tampoc diumenges ni festius. En molts casos les botigues de cultiu obren a les 10 o 11 del matí i tanquen a les 20 o 21 amb una parada per menjar de dues o tres hores.
La legislació espanyola referent a la marihuana prohibeix la venda d'aquest producte, però, es permet el seu cultiu, de manera que encara que es pot vendre la llavor, els compradors han de ser majors d'edat. És per això que alguns distribuïdors reflecteixen advertències en aquest sentit per assegurar-se que qui compra coneix la llei i el contingut de la seva botiga.
La legislació francesa és molt més restrictiva al respecte, prohibint tot el relacionat amb les plantes de cànnabis (incloses les llavors). És per això que a l'estat francès els "growshop" s'han especialitzat en la venda de material de cultius d'interior i hidropònia.

## Productes
Els productes com dèiem anteriorment són molt variats, per fer un resum, es ven tot allò que qualsevol cultivador, independent del seu mètode o substrat, pugui necessitar per dur a bon port la seva tasca de cultiu. Això inclou:
- Llavors i tot el necessari per germinar i plantar (Jiffys, llana de roca, taper, hivernacles)
- Testos, substrats, adobs i fitosanitaris per al seu cultiu i creixement ja sigui en interior o exterior. (hivernacles, torba, humus de cuc)
- Aparells elèctrics i electrònics per al cultiu, sobretot, d'interior (llums, extractors, armaris de cultiu, higròmetres)
- Tot el necessari per a la collita, assecat i preparat del fruit de la planta. (tisores, assecadors, esmicolats, malles d'extracció de resina)
- Finalment es ven tot un elenc de productes relacionats amb el consum del fruit obtingut (pipes, paper, encenedors, bongs). També es venen en molts casos altres plantes relacionades amb l'exploració d'un mateix, sempre dins de la legalitat que cada país permeti.

## Història
El 1619, la primera llei sobre la marihuana a Amèrica va ser edictada, "Planta Dues Setmanes Al Clon Florent", a la Colònia Jamestown, Virginia, demanant que tots els agricultors fer un procés de conrear la llavor de cànnabis de l'Índia.
Als anys 50 del segle passat, la marihuana es va fer molt popular entre les comunitats estudiantils dels instituts. Va ser en aquest moment quan es va encunyar el terme Grow Shops. Les botigues principals americanes van proliferar als anys 60 en ciutats amb una concentració alta de joventut en edat d'institut.
No hi ha informació de la primera Botiga de cultiu o Grow shop en el món.